# Reda Slim
Reda Slim (Rabat, 25 de octubre de 1999) es un futbolista marroquí que juega en la demarcación de Do Extremopara el Al-Ahly de la Premier League de Egipto.

## Selección nacional
Es internacional con la Selección de fútbol de Marruecos

## Clubes
| Club      | País      | Año       |
| --------- | --------- | --------- |
| FAR Rabat | Marruecos | 2019-2023 |
| Al-Ahly   | Egipto    | 2023-act  |

## Palmarés

### Títulos nacionales
| Título                      | Club      | País      | Año  |
| --------------------------- | --------- | --------- | ---- |
| Copa del Trono              | FAR Rabat | Marruecos | 2021 |
| Liga de Fútbol de Marruecos | FAR Rabat | Marruecos | 2023 |
| Copa de Egipto              | Al-Ahly   | Egipto    | 2023 |

### Títulos internacionales
| Título                          | Club      | País    | Año  |
| ------------------------------- | --------- | ------- | ---- |
| Campeonato Africano de Naciones | Marruecos | Camerún | 2020 |
| Liga de Campeones de la CAF     | Al Ahly   | Egipto  | 2024 |